# خاراشموویچه
خاراشموویچه (به لهستانی:  Harasimowicze) یک روستا در لهستان است که در گمینا دانبرووا بیاووستوتسکا واقع شده‌است.